# سری دوی
سری دوی، سری دیوی یا آنگونه که در افغانستان معروف است، سارا دیوی (به تامیلی: ஸ்ரீதேவி) (به هندی: श्रीदेवी) (۱۳ اوت ۱۹۶۳ – ۲۴ فوریه ۲۰۱۸) هنرپیشه و رقصندهٔ برجسته هندی بود که در بیش از سیصد فیلم نقش‌آفرینی کرده‌است.

## اوایل زندگی و خانواده
او در سال ۱۹۶۳ و با نام کامل شری آما یانگر آیاپان در شیواکاشی، تامیل نادو زاده شد. در مصاحبه‌ای با سی‌ان‌ان اعلام کرد که زبان مادری او تلوگو است و تامیل نیست. پدرش یک وکیل از سیواکاسی، تامیل نادو بود. مادرش از تیروپاتی، آندرا پرادش بود. او یک خواهر و دو خواهرزاده داشت. همیشه مادر یا خواهرش او را در صحنه‌های فیلمبرداری در فیلم‌های او در فاصله سال‌های ۱۹۷۲ تا ۱۹۷۳ همراهی می‌کردند. پدرش در سال ۱۹۹۱ درگذشت، در حالی که او در فیلم لحظات بازی می‌کرد. مادرش نیز در سال ۱۹۹۶ پس از تحمل عمل جراحی برای برداشتن تومور مغزی که در سال ۱۹۹۵ در نیویورک انجام داده بود، درگذشت. جراحی عصبی او به اشتباه در سمت نادرست انجام شده بود و این باعث از دست دادن حافظه و بینایی او شده بود. این موضوع در آن زمان در رسانه‌های ایالات متحده بسیار جنجال به پا کرد و سبب شد بیل کلینتون به بیمارستان‌ها دستور دهد خطاهای پزشکی‌شان را افشا کنند. او در سال ۱۹۹۶ با بانی کاپور ازدواج کرد و دخترانش جانوی و خوشی نام دارند.

## زندگی هنری
او بازیگری را در سن چهار سالگی آغاز کرد. او از سال ۱۹۷۹ پا به دنیای بالیوود گذاشت و با فیلم «شوک» شهرت یافت. سری دوی در فیلم‌هایی به زبان‌هایی تامیلی، تلگو، کالایلام و کانادا و تعداد زیادی فیلم به زبان هندی نقش آفرینی کرد. او در دوره‌هایی جزو برترین بازیگران زن بود. سری‌دیوی در پنج دهه در حدود ۳۰۰ فیلم از جمله برخی از معروف‌ترین فیلم‌های بالیوود ظاهر شده‌است. اوج شهرت وی در دهه‌های ۱۹۸۰ و ۱۹۹۰ میلادی بود اولین ابرستاره زن سینمای هند است که همواره در احاطه مردان بوده‌است. او به خاطر استعداد کمدی و تبحرش در رقص که در سینمای هند سرمایه و قابلیت مهمی است شهرت فراوانی داشت.
و از طرف اعضای صنعت فیلم هند به عنوان یکی از مستعدترین بازیگران شناخته شده‌است.
او در سال ۱۹۹۷ پس از ازدواج با بانی کاپور از بازیگری کناره‌گیری کرد. وی در سال ۲۰۱۲ با بازی در فیلم اینگلیش وینگلیش دوباره به سینما بازگشت.

## تصویر و استعداد هنری
سری دیوی از بزرگ‌ترین ستاره‌های زن فیلم‌های بالیوود بود. و او به عنوان یکی از محبوب‌ترین بازیگران سینمای هند شناخته می‌شد منتقدان توانایی‌های کمدی او نظر مثبت داشتند. همچنین توانایی رقص او مورد توجه بود در دهه ۱۹۹۰ او یکی از بهترین بازیگران زن بالیوود بود. در نظر سنجی سی‌ان‌ان او به عنوان یکی از بهترین بازیگران صد سال اخیر هند شناخته شد. او یکی از معدود ستاره‌های زن هند بود که می‌توانست بدون حضور یک قهرمان مرد موفق به کسب موفقیت برای یک فیلم در فروش آن شود.

## مرگ

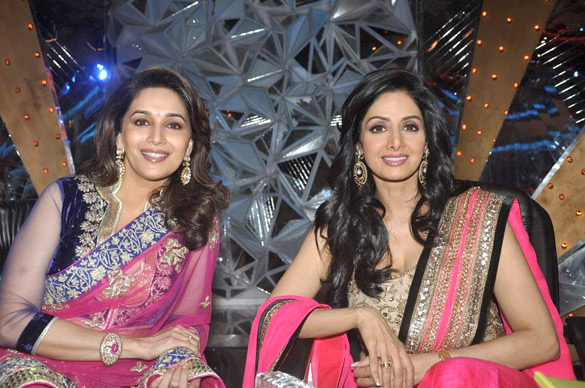
مادهوری دیکشیت و سری دوی

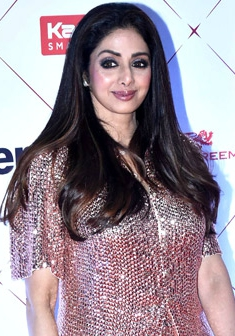
سری دوی در سال ۲۰۱۸

وی برای شرکت عروسی "موهیت مارواه، از بستگان نزدیکش، به دبی سفر نموده بود. او در ۲۴ فوریه ۲۰۱۸ در سن ۵۴ سالگی در دبی درگذشت. در حالیکه رسانه‌ها علت مرگ سری دوی را سکته قلبی عنوان کرده‌اند، پزشکی قانونی دبی اعلام کرد وی بر اثر خفگی در وان حمام فوت کرده‌است. کالبد وی دو روز بعد از مرگ با هواپیما به مومبای (بمبئی) منتقل شد.
ناریندرا مودی، نخست‌وزیر هند، در توییتی نوشت:
"از مرگ نابهنگام بازیگر مشهور سری‌دیوی متاسف شدم."
صادق خان، شهردار لندن نیز، در توییتی یاد سری‌دیوی را گرامی داشت و نوشت:
"در سفر اخیرم به هند از ملاقات با ستاره سینمای بالیوود لذت بردم. از مرگ بازیگر و تهیه‌کننده پرذوق مانند وی بسیار ناراحت هستم."

## جوایز و افتخارات
- جایزه فیلم‌فیر بهترین بازیگر زن تامیل

وی به خاطر خدماتش به صنعت سینما مدال پادما شری، چهارمین مدال افتخاری غیرنظامی در هند، را دریافت کرده بود.

## گزیده فیلم‌شناسی
فهرست برخی از فیلم‌هایی که سری دوی در آن‌ها به ایفای نقش پرداخته‌است:
- نام من رانی است-۱۹۷۲
- جولی-۱۹۷۵
- در آغوش گرفتن-۱۹۷۶
- سه گره-۱۹۷۶
- قدردانی-۱۹۷۶
- درباره-۱۹۷۷
- آسمان دور است-۱۹۷۷
- تقاطع-۱۹۷۷
- آن لحظه-۱۹۷۷
- اولین درس-۱۹۷۷
- خوشبختی-۱۹۷۷
- کاوی کویل-۱۹۷۷
- در سن ۱۶ سالگی(تامیل)-۱۹۷۷
- رزهای قرمز- ۱۹۷۸
- افتخار خلبان- ۱۹۷۸
- آیا تعداد زیادی سایه در یک فرد و جود دارد!-۱۹۷۸
- پریا-۱۹۷۸
- در سن ۱۶ سالگی(تلوگو)-۱۹۷۸
- جنگ خیریه-۱۹۷۹
- کالایانا رامان-۱۹۷۹
- یک شب در روز-۱۹۷۹
- گل‌های آبی-۱۹۷۹
- بایروان شمشیردار-۱۹۷۹
- من نمی‌توانم بدون مادرم زندگی کنم-۱۹۷۹
- شکارچی-۱۹۷۹
- پسر دوست‌داشتنی-۱۹۷۹
- کارتیکا دیپام-۱۹۷۹
- ۱۶ سالگی(هندی)-۱۹۷۹
- گورو-۱۹۸۰
- جانی-۱۹۸۰
- ویشواروپام-۱۹۸۰
- رام روبرت راهیم-۱۹۸۰
- سردار پاپارایودو-۱۹۸۰
- رودی رامودو کونته کریشنا-۱۹۸۰
- بازیکن-۱۹۸۰
- بالا ناگاما-۱۹۸۱
- شانکارلال-۱۹۸۱
- شعله-۱۹۸۱
- ساتیام شیوام-۱۹۸۱
- رانی کاسولا رانگاما-۱۹۸۱
- الهه عشق-۱۹۸۱
- شیر کونداویتی-۱۹۸۱
- معلم شاگرد-۱۹۸۱
- رنگ فقر قرمز است-۱۹۸۱
- سارق بزرگ-۱۹۸۱
- هدیه عشق-۱۹۸۱
- دوباره کوکیلا-۱۹۸۱
- سرباز-۱۹۸۱
- پادشاه ولگرد-۱۹۸۲
- هلال قسمت سوم ماه-۱۹۸۲
- زندگی یک توهم است-۱۹۸۲
- قاضی چوداری-۱۹۸۲
- خانواده ثروتمند-۱۹۸۲
- دختران زیبا، شوهران حیله‌گر-۱۹۸۲
- تنها پادشاه جنگل-۱۹۸۲
- نیزه سه‌شاخه-۱۹۸۲
- برگزیدگی الهه-۱۹۸۲
- ببر بابلی-۱۹۸۲
- وارث بعدی-۱۹۸۳
- قاضی چودهری-۱۹۸۳
- شوهر دوست‌داشتنی-۱۹۸۳
- اخلاق سری رانگا-۱۹۸۳
- راماراجیاملو بیمارجو-۱۹۸۳
- به پیش-۱۹۸۳
- آسیب-۱۹۸۳
- مرد شجاع-۱۹۸۳
- بهترین دوست-۱۹۸۳
- سرکش-۱۹۸۳
- هنرمند-۱۹۸۳
- انسان بیدار-۱۹۸۴
- تحفه-۱۹۸۴
- انقلاب-۱۹۸۴
- مقصد-۱۹۸۴
- گام نو-۱۹۸۴
- اس.پی بهایانکار-۱۹۸۴
- غیرت-۱۹۸۵
- قربانی-۱۹۸۵
- استاد-۱۹۸۵
- خانه جهان-۱۹۸۶
- آتش و شعله-۱۹۸۶
- قاضی-۱۹۸۶
- زن متأهل-۱۹۸۶
- یک رادا دو کریشنا است-۱۹۸۶
- سلطنت-۱۹۸۶
- کارما-۱۹۸۶
- جانباز-۱۹۸۶
- ملکه مارها-۱۹۸۶
- گزینه آخر-۱۹۸۶
- پدربزرگ خدا-۱۹۸۶
- من برده نیستم-۱۹۸۶
- نگهبان وطن-۱۹۸۷
- نگاه-۱۹۸۷
- اولاد-۱۹۸۷
- سرگرم‌کننده-۱۹۸۷
- آقای هند-۱۹۸۷
- امپراتور بدون تاج‌وتخت-۱۹۸۷
- شجاعت و تلاش-۱۹۸۷
- شیر-۱۹۸۸
- نبرد نهایی-۱۹۸۸
- وقت آواز-۱۹۸۸
- بوره روی طلا-۱۹۸۸
- گورو-۱۹۸۹
- جوشیله-۱۹۸۹
- ملکه مارها ۲-۱۹۸۹
- من دشمن تو هستم-۱۹۸۹
- حیله‌گر-۱۹۸۹
- مهتاب-۱۹۸۹
- غیرقانونی-۱۹۸۹
- مردی از سنگ-۱۹۹۰
- در زندان-۱۹۹۰
- او سوپراستار نیست-۱۹۹۰
- فرشته-۱۹۹۱
- لحظه به لحظه-۱۹۹۱
- بانجاران-۱۹۹۱
- لحظات-۱۹۹۱
- خدا گواه-۱۹۹۲
- گوویندا گوویندا-۱۹۹۳
- گمراه-۱۹۹۳
- گورودو-۱۹۹۳
- ملکه زیبایی و شاه دزد-۱۹۹۳
- دختری از ماه-۱۹۹۳
- اس.پی. پاراسورام-۱۹۹۴
- به همسرم جواب نده-۱۹۹۴
- تکه‌ای از ماه-۱۹۹۴
- ارتش-۱۹۹۶
- آقای بیچاره-۱۹۹۶
- کی راست میگه کی دروغ میگه-۱۹۹۷
- جدایی-۱۹۹۷
- انگلیش وینگلیش- ۲۰۱۲
- ببر-۲۰۱۵
- مامان-۲۰۱۷
- زیرو-۲۰۱۸